# NGC 454
NGC 454 ist ein wechselwirkendes Galaxienpaar im Sternbild Phönix, welches etwa 158 Millionen Lichtjahre von der Milchstraße entfernt ist. Das Paar besteht aus einer linsenförmigen Galaxie (östliche Komponente, NGC 454E) und einer irregulären Galaxie (westliche Komponente, NGC 454W).
Das Objekt wurde am 5. Oktober 1834 von John Herschel entdeckt.

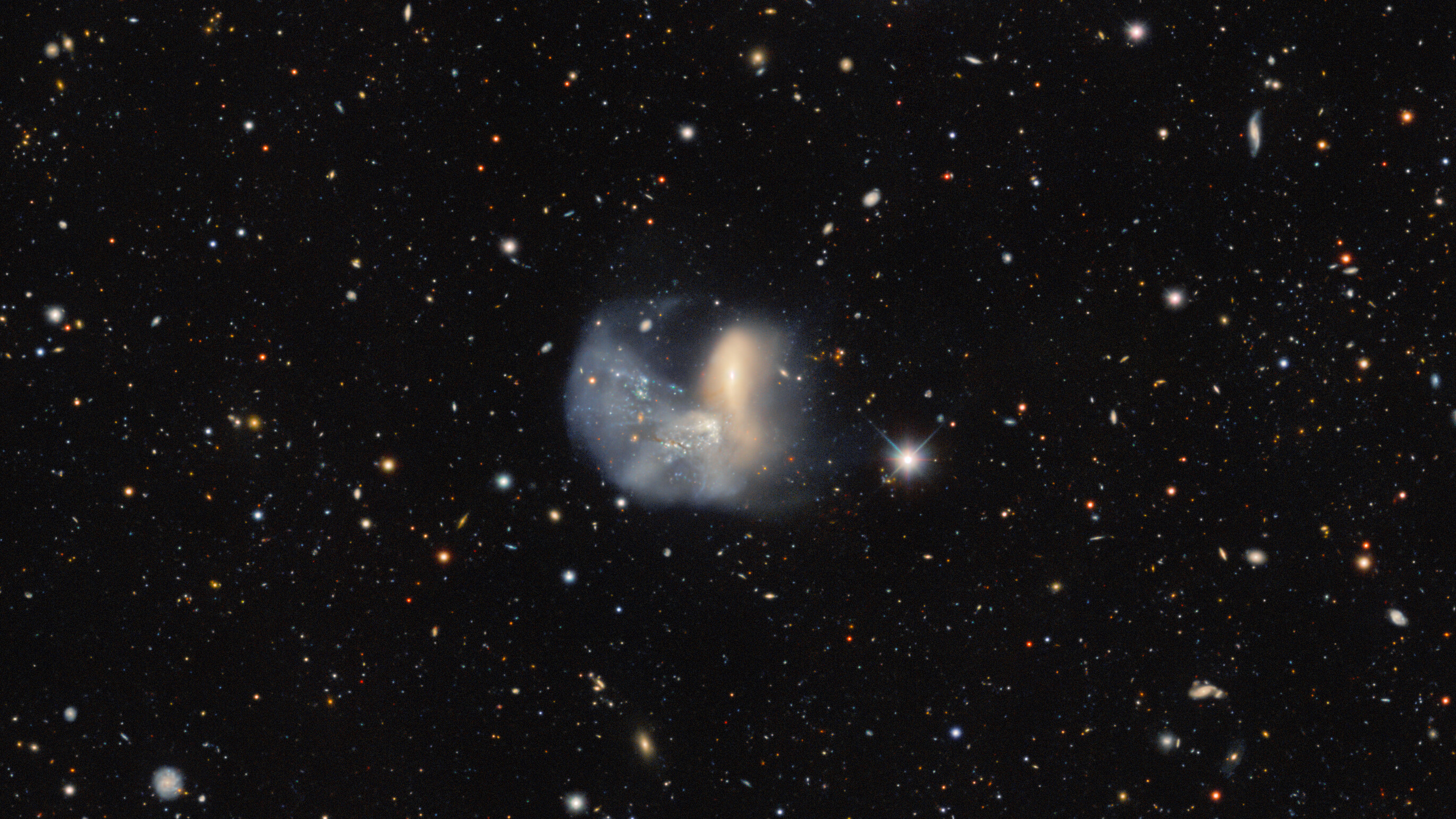
Hochaufgelöste Aufnahme mit dem Víctor M. Blanco Telescope